# Cenocrinus asterius
Cenocrinus asterius is een zeelelie uit de familie Isselicrinidae.
De wetenschappelijke naam van de soort werd in 1767 gepubliceerd door Carl Linnaeus.